# Großes Luch
Das Große Luch ist eine ausgedehnte Niederung südwestlich von Dannenwalde, einem Ortsteil der Gemeinde Gumtow im Landkreis Prignitz in Brandenburg.

## Geografie
Die weitläufige und fast ausschließlich aus Wiesen und Weiden bestehende Luchebene liegt mit ihren weitaus größten Anteilen auf der Gemarkung von Dannenwalde und nur einen Kilometer südwestlich des Dorfes. Ein kleinerer südlicher Teil gehört zum nördlichen Rand der Gemarkung von Döllen. Die Grenze zwischen den beiden Gemarkungen wird durch die Jäglitz und die Westliche Jäglitz gebildet, welche das Große Luch im ersten Fall nach Westen und im zweiten Fall nach Osten entwässern.
Umliegende Orte sind Dannenwalde und Kolrep Ausbau im Nordosten, Brüsenhagen-Berg im Osten, Ausbau, Heinzhof und Bärensprung im Südosten, Zarenthin Ausbau und Zarenthin im Süden, Döllen im Südwesten, Krams im Westen, sowie Luisenhof und Friedheim im Nordwesten.

## Geschichte
Die große Niederung und ebenso die sie umgebenden, für die hiesige Gegend oft recht steilen Hänge, schufen die Schmelzwässer der Eiszeit und der Nacheiszeit. Diese flossen damals über die Karthane und Stepenitz im Westen und über Jäglitz, Dosse und Havel im Osten zur Elbe hin ab. Zurück blieb ein versumpftes Gebiet aus dem sich ein artenreicher Bruchwald entwickelte. Dieser Zustand bestand bis in das 18. Jahrhundert fort. Friedrich der Große veranlasste die Entwässerung und Kultivierung des Dannenwalder Luchs. Dabei wurden die Jäglitz vertieft und begradigt, Entwässerungsgräben angelegt, sowie Bäume und Gestrüpp entfernt. Das Ergebnis war die noch heute vorhandene Wiesenlandschaft.
Das Luch sollte der wesentliche Teil des Naturschutzgebietes Kolreper und Dannenwalder Luch werden. Das dazu erforderliche Unterschutzstellungsverfahren wurde jedoch 2007 eingestellt.